# Фильс, Эдгар Леблан
Эдгар Леблан Фильс (фр. Edgard Leblanc Fils; род. 1955) — гаитянский политик, который был председателем сената с 1995 по 2000 год и был избран председателем Переходного президентского совета 30 апреля 2024 года.

## Временное правительство 2016 года
После отставки Мишеля Мартелли 10 февраля 2016 года он занял второе место после Жоселерма Привера во втором туре непрямых предварительных президентских выборов в феврале 2016 года (в котором проголосовал только парламент).
Эдгар Леблан был одним из шести человек, названных в качестве потенциального премьер-министра, но в итоге победу одержал Фриц Жан.

## Председатель переходного президентского Совета
В марте 2024 года был назначен членом переходного президентского совета коалицией гаитянской партии Тет Кале (PHTK), организации борющихся людей (OPL), альтернативной Лиги за прогресс и освобождение Гаити.
30 апреля Эдгар Леблан Фильс был назначен президентом президентского Совета четырьмя членами из семи голосующих, которые, таким образом, сформировали полюс большинства. Несмотря на то, что он не является главой государства, поскольку управление государством осуществляется коллегиально, председатель президентского Совета является наиболее важным членом Совета и играет координирующую роль.
В состав группы большинства входят Смит Огюстен, Эммануэль Вертилер, Луи Жеральд Жиль и Эдгар Леблан Фильс. Группа меньшинства, состоящая из Лесли Вольтера, Фрица Жана и Лорана Сен-Сира, признаёт обоснованность назначения Леблана Фильса, но выступает против выбора премьер-министра. Кроме того, «Фанми Лавалас» угрожает выйти из президентского Совета.
8 мая члены президентского Совета договорились о принципе ротации президентов каждые три-пять месяцев. Таким образом, Эдгарда Леблана Фильса сменят последовательно Фриц Жан, Лесли Вольтер, а затем Луи Жеральд Жиль. Кроме того, теперь решения принимаются квалифицированным большинством в пять голосов из семи. 9 мая Фриц Жан уступил свою очередь Смиту Огюстену, который предложил перейти к пяти последовательным президентствам, чтобы он мог сам взять на себя эту роль.